# Glaucium
Glaucium  é um gênero botânico da família Papaveraceae.

## Espécies
| - Glaucium afghanicum - Glaucium arabicum - Glaucium bracteatum - Glaucium calycinum - Glaucium caricum - Glaucium corniculatum - Glaucium cuneatum - Glaucium fischeri - Glaucium flavum | - Glaucium grandiflora - Glaucium judaicum - Glaucium leptopodum - Glaucium luteum - Glaucium persicum - Glaucium phoenicum - Glaucium pulchrum - Glaucium refractum - Glaucium squamigerum |